# Colpi proibiti
Colpi proibiti (Death Warrant) è un film del 1990, diretto da Deran Sarafian e interpretato da Jean-Claude Van Damme.

## Trama
Il detective Burke riesce a catturare Christian Naylor detto l'uomo dei sogni, dopo che quest'ultimo aveva ucciso un suo compagno. 16 mesi più tardi viene incaricato di infiltrarsi come detenuto all'interno di un penitenziario dove è avvenuta una serie misteriosa di omicidi.
Appena arrivato Burke scopre subito che le vittime erano state uccise non appena erano giunte al penitenziario. Grazie ad Amanda Beckett agente di tramite tra Burke e l'esterno si viene a sapere che quelli uccisi erano risultati idonei alla visita medica. All'interno del carcere Burke conosce due carcerati di colore: Hawkins e il pittoresco "Prete".
Una sera una delle donne del prete avverte Burke di non dormire durante la notte, dal momento che qualcuno verrà a fargli visita. Seguendo dunque il consiglio ed escogitando un tranello riesce a sopravvivere, ma il suo compagno di cella viene ucciso e Burke portato in isolamento. In poco tempo i detenuti che avevano parlato con Burke delle morti vengono eliminati.
Terminato il periodo di isolamento, giunge nel carcere Christian Naylor l'uomo dei sogni; costui essendo a conoscenza che Burke è uno sbirro lo fa aggredire e torturare sotto le docce, e fa passare la voce che è un infiltrato. Nel frattempo Amanda scopre che il capo di tutto è Tom Vogler, che aveva fatto uccidere in passato un detenuto per fare in modo che la moglie potesse fare un trapianto al fegato, e dopo esservi riuscito colse l'opportunità di fare soldi col trapianto di organi di detenuti.
Burke dovrà lottare per sopravvivere dalle guardie coinvolte nel giro, dai detenuti, e dovrà affrontare per l'ultima volta l'uomo dei sogni.